# 秋月りす
秋月 りす（あきづき りす、1957年9月16日 - ）は、日本の女性漫画家。福岡県生まれ、大阪府育ち。「秋月りす」はペンネームで本名は非公開（「秋月」は福岡県朝倉市に実在する地域名である）。血液型A型。

## 概要
小学生の頃に家族と大阪府に移住した。妹がいる。
関西大学文学部国文学科卒。現在はインテリアコーディネータの夫と奈良県奈良市に在住する。ただし、秋月には子供はいない。下戸であり、ペットに猫の「みりん」（♀）と「ちび」（♂）がいて、エッセイ漫画に頻繁に登場していたが、「みりん」は21歳、「ちび」は18歳で他界。現在は「とらぴー」（♀）を飼っている。
1988年にアフタヌーン四季賞にて『奥さま進化論』でデビュー。この時は既に30歳で既婚だった。OL、主婦を題材にした4コマ漫画を多く執筆。素朴で穏やかな作風だが、デビュー当初の彼女の作風は現在と多少異なっていた。当時、流行していた不条理系（いわゆる“毒”のある作品）の4コマを描こうと担当編集に相談した際に反対されたというエピソードもある。
それまで男性の多かった4コマ漫画に女性作家が増えた発端となった作家であり、日本の4コマ漫画シーンにおいて重要な存在で、2004年第8回手塚治虫文化賞短編賞を受賞した。

## 作品リスト
- OL進化論：『週刊モーニング』に1989年第50号から連載中、2021年第30号から休載中。
  - OL進化論出張版 中年ポルカ（上記のスピンオフ作品。2001年から2002年に『イブニング』に掲載）
  - 中間管理職刑事（同じくスピンオフ作品。2004年から2008年に『まんがライフオリジナル』（竹書房）などに掲載）
  - クリティカル進化論 OL進化論で学ぶ思考の技法（北大路書房）
- かしましハウス
- ミドリさん あねさんBeat!!：『まんがライフオリジナル』『まんがライフ』（竹書房）の両誌に掲載された、竹書房での初の連載作品。連載時のタイトルは『あねさんBeat!!』。28歳のOLミドリと22歳の夫・達也、達也の母が織りなす日常4コマ漫画。連載終了後も『しゅーとめヘブン』のタイトルで読み切りが描かれた。単行本全2巻
- 奥様はインテリアデザイナー：『まんがアクションランド』（双葉社）に連載されていた、インテリアデザイン事務所勤めの妻とサラリーマンの夫（いずれも名無し）の夫婦4コマ漫画。連載極初期のタイトルは『お似合いBeat』だった。単行本全1巻
- OLちんたらポンちゃん：『女性自身』（光文社）に毎号1ページずつ連載されていた、『OL進化論』のジュンそっくりのOL・ポンちゃんが主人公の4コマ漫画。単行本全1巻
- 凸凹ガールズ：『サラダまんが』（竹書房）に連載されていた、一見中学生と一見水商売のお隣さん同士が実は同じ女子大に入学した同級生だった…という4コマ漫画。掲載誌が4号で休刊したため、連載は3回で終わっている。
- お茶くみエンジェルス：（竹書房）掲載誌不明。係長と部下のOLたちが織りなす、『OL進化論』連載開始前のパイロット版的な4コマ漫画。
- 奥さま進化論：『モーニングパーティー増刊』（講談社）1988年 - 1990年、『モーニング』（同）1989年に掲載されたデビュー作。OLで新婚の妻・春山のぶ子と夫を取り巻く4コマ漫画で秋月ワールドの原点。単行本には描き下ろし作品が加えられると共に、作者自身をネタにした4コマではないショートエッセイ漫画『そらまめ日記』が収録されている。単行本全1巻
- おうちがいちばん：『まんがライフオリジナル』（竹書房）など、4コマ漫画雑誌に連載中（2016年2月号から休載中）。夫婦と2人の子供、会社の上司・同僚、祖父・祖母などが中心の漫画。家庭の話題の中で、日常の出来事を漫画にしている作品。
- どーでもいいけど【不景気な暮らしの手帖】：『朝日新聞』木曜特集「ウィークエンド経済」に1992年4月から2001年3月まで連載。4コマ漫画。その時々の経済問題や話題をテーマにしていた。単行本全1巻
- おね〜ちゃんといっしょ　同居するOL姉妹を描いた作品。『かしましハウス』の最初の単行本に収録されている。
- きょうびの料理：『きょうの料理』（NHK出版）に1995年4月号から1999年3月号まで連載。後に料理研究家・小林カツ代との共著『りすとカツ代のきょうびの料理』として角川書店より刊行された。内容は連載分に描き下ろしを追加した上で、漫画内容に合わせて小林がレシピを書き下ろしたもの。巻末に大島弓子による解説漫画が収録されている。2006年発行 ISBN 4048539582